# Hadyńkowce (stacja kolejowa)
Hadyńkowce (ukr. Гадинківці, ros. Гадынковцы) – stacja kolejowa w miejscowości Hadyńkowce, w rejonie husiatyńskim, w obwodzie tarnopolskim, na Ukrainie.
Stacja powstała w czasach austro-węgierskich na linii Galicyjskiej Kolei Transwersalnej.